# Guillaume Beauregard
Pour les articles homonymes, voir Beauregard.
Guillaume Beauregard est le chanteur, guitariste et principal auteur/compositeur du groupe québécois Vulgaires Machins. Originaire de Granby  Québec. Il fonde le groupe en 1995 avec Marie-Ève Roy, tous deux âgés de 17 ans. Il lance un premier album solo, D’étoiles, de pluie et de cendres en 2014,, puis un deuxième, Disparition, en 2018. Cela lui vaut une nomination pour meilleur album folk au gala de l'ADISQ 2019. En septembre 2020, Guillaume Beauregard enregistre un live en studio avec quatorze musiciens dont Pat Sayers à la batterie .

## Discographie
- D’étoiles, de pluie et de cendres, La Tribu, 2014.
- Disparition, La Tribu, 2018.
- Live en studio- EP, 2020.

## Instruments
- Gibson SG Classic rouge cerise